# Hoya archboldiana
Hoya archboldiana är en oleanderväxtart som beskrevs av C. Norman. Hoya archboldiana ingår i släktet Hoya och familjen oleanderväxter. Inga underarter finns listade i Catalogue of Life.